# Yuki Uchiyama
Yuki Uchiyama (内山 裕貴 Uchiyama Yuki?), född 7 maj 1995 i Hokkaido prefektur, är en japansk fotbollsspelare.
Uchiyama började sin karriär 2014 i Consadole Sapporo (Hokkaido Consadole Sapporo). Efter Hokkaido Consadole Sapporo spelade han för Hougang United FC och Gainare Tottori.